# Jan Tustanowski
Jan Tustanowski herbu Sas (ur. 20 kwietnia 1822, zm. 15 kwietnia 1892 w Bochni) – urzędnik w okresie zaboru austriackiego.
Pełnił stanowisko starosty (powiatu wadowickiego około 1871 i powiatu rzeszowskiego około 1882.). Otrzymał tytuł c. k. radcy rządu. Odznaczony Złotym Krzyżem Zasługi z Koroną. Uhonorowany tytułem honorowe obywatelstwa miasta Zator. Zmarł 15 kwietnia 1892 w Bochni w wieku 70 lat. Pochowany na cmentarzu Rakowickim w Krakowie (pas 11, wsch.).

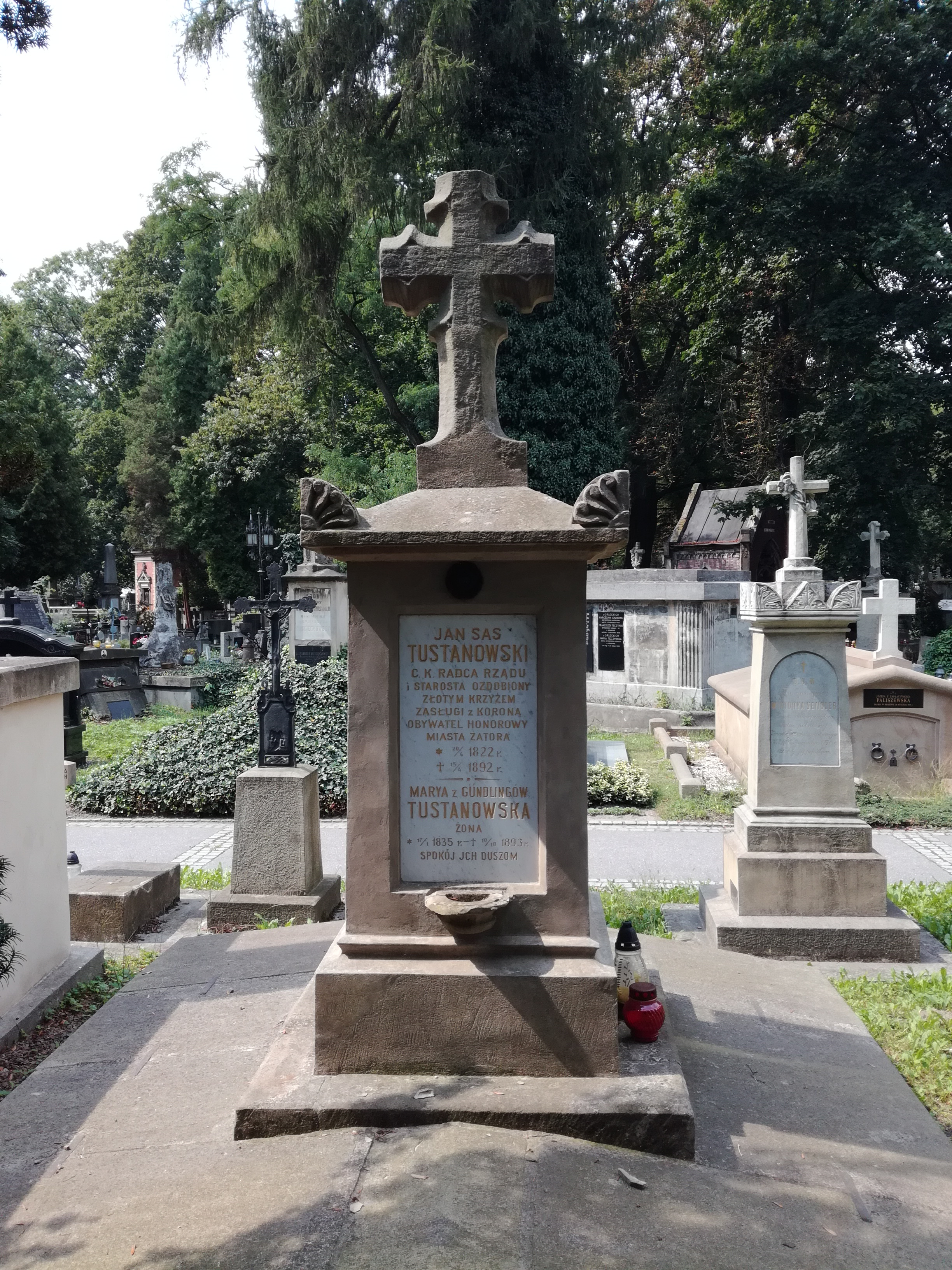
Grób Jana Tustanowskiego na cmentarzu Rakowickim

Jego synem był Wiktor Tustanowski, także c. k. starosta.